# مقاطعة قوريولي
مقاطعة قوريولي (بالصومالية: Degmada Qoryooley)‏ هي مقاطعة في جنوب شرق محافظة شبيلي السفلى في الصومال عاصمتها قوريولي.

## روابط خارجية
- مقاطعات الصومال
- الخريطة الإدارية لمقاطعة قوريولي